# Ekokritika
Ekokritika je interdisciplinarna metodološka usmeritev znotraj literarne vede, ki preučuje povezave med literaturo in fizičnim okoljem. Izraz ekokritika je leta 1978 v smislu prenosa ekoloških pojmov v  literarno vedo ustvaril William Rueckert v razpravi Literature and Ecology: Experiment in ecocritics, označuje pa razmeroma novo interdisciplinarno metodološko usmeritev znotraj literarne vede. Pojavljajo se tudi drugi izrazi, na primer ekopoetika, okoljska literarna kritika, zelena analiza kulture.

## Nastanek in razvoj
Ekokritika (angleško ecocriticism) kot literarnovedna disciplina je nastala v anglo-ameriških akademskih krogih. Kljub temu da je okoljsko gibanje v ZDA zaživelo že na začetku 20. stoletja, se je ekokritika uveljavila šele v devetdesetih letih dvajsetega stoletja. Odločilno vlogo za uveljavitev pripisujejo omizju Ecocriticism: The Greening of Literary Studies, predstavljenem leta 1991 na osrednji letni konferenci MLA (MLA), dokončno pa se je uveljavila leta 1996 z zbornikom The Ecocriticism Reader: Landmarks in Literary Ecology, avtorjev Cheryll Glotfelty in Harolda Fromma. Leta 1992 so v ZDA ustanovili tudi Društvo za študij literature in okolja (Predloga:Association for the Study of Literature and Environment, ASLE), ki se je v obliki podobnih organizacij razširilo tudi po državah Daljnega Vzhoda.
V devetdesetih letih 20. stoletja se je ekokritika uveljavila tudi v Združenem kraljestvu, in sicer pod imenom zelene študije (green studies). Britanski ekokritiki so združeni v društvo ASLE-UK in izdajajo revijo Green Letters.

## Ekokritika na Slovenskem
Na Slovenskem ekokritika še ni dosegla večje odmevnosti in uveljavitve, do sedaj namreč obstajajo zgolj ekokritiško obravnavane diplomske naloge, projekti in konference ter nekaj razprav. Avtorji ekokritiško zasnovanih razprav so Jožica Čeh Steger, Marjetka Golež Kaučič, Miha Javornik, Jelka Kernev Štrajn, Branislava Vičar itd. 
Narava v ekokritiških besedilih ni zgolj ozadje nekega dogajanja, temveč ima osrednje mesto. V slovensko književnost je narava opazneje stopila v času romantike in realizma, in sicer s Prešernovim Krstom pri Savici ter Vrazovim delom Djulabije. Pesmi o naravi in živalih so pisali Josip Stritar, Fran Levstik, in Simon Jenko. Pomembno vlogo imajo tudi potopisi, eseji in  pripovedna proza z naravoslovno tematiko avtorjev Frana Erjavca, Frana Levstika, Janeza Mencingerja, Ivana Tuška, Toneta Svetine in drugih.
V sodobnejši slovenski književnosti je ekološka tematika najizraziteje opazna v poeziji, prozi in esejistiki pisatelja Iztoka Geistra, ki je izdal več monografij o naravi: Ljubljansko barje (1995), Nenavadni izleti v slovensko naravo (2003), Sečoveljske soline (2004), Naravni zakladi Brda pri Kranju (2006), Narava slovenskih pokrajin (2007). Literarnovedne razprave na ekokritiške teme so prepoznavne po standardnem naslovu Narava pri ...

## Tematska področja, zvrsti in žanri ekokritike
V ZDA je bila ekokritika sprva omejena na tipični ameriški žanr nature writing. Besedila s tematiko narave so pogosto pisana v prvi osebi, vključujejo osebna opazovanja in čustvena doživetja narave ter filozofska razmišljanja o njej. V Veliki Britaniji se je ekokritika oblikovala iz drugačnih tematskih izhodišč. Za prototip ekološko usmerjene literature je izbrala angleško romantiko in za utemeljitelje ekološke zavesti razglasila romantične pesnike, kot so Wordsworth, Coleridge, Shelley in Keats, saj romantično literaturo in njeno poetiko v veliki meri določa prav razmerje med znanostjo oziroma razumom in naravo. Tematsko in raziskovalno področje angleške ekokritike je bilo že od vsega začetka drugače zasnovano kot ameriško, saj se ne omejuje na nature writing niti na besedila o ekološki problematiki, temveč nagovarja k raziskovanju upodobitve narave v književnem kanonu kot tudi v nekanoniziranih besedilih in si prizadeva za njihovo umestitev v literarni kanon ali za prevrednotenje njihovega mesta v njem.
Ekokritika je svoje raziskovalno področje postopoma razširila na celotno književnost, ki jo opazuje z ekoloških vidikov. Raziskuje različne koncepte in reprezentacije narave, kako se je narava v določenih obdobjih in v posameznih kulturah razvijala, kako je definiran pojem narave, katere vrednostne predstave in kulturne funkcije ima v književnosti, kako so v njej določeni odnosi med človekom in naravnim okoljem itd. 
V sodobnem času se ekokritika vse bolj odmika od shematskega raziskovanja odnosov med naravo in kulturo in se bolj posveča teoretskim opredelitvam narave. Posebno zanimanje kaže za preučevanje živali oziroma za animalistične študije. Njeno tematsko področje se še vedno širi, raziskuje tudi aktualna vprašanja, povezana s spreminjanjem naravnega okolja in upodobitev narave z globalno okoljsko problematiko.